# Myles Erlick

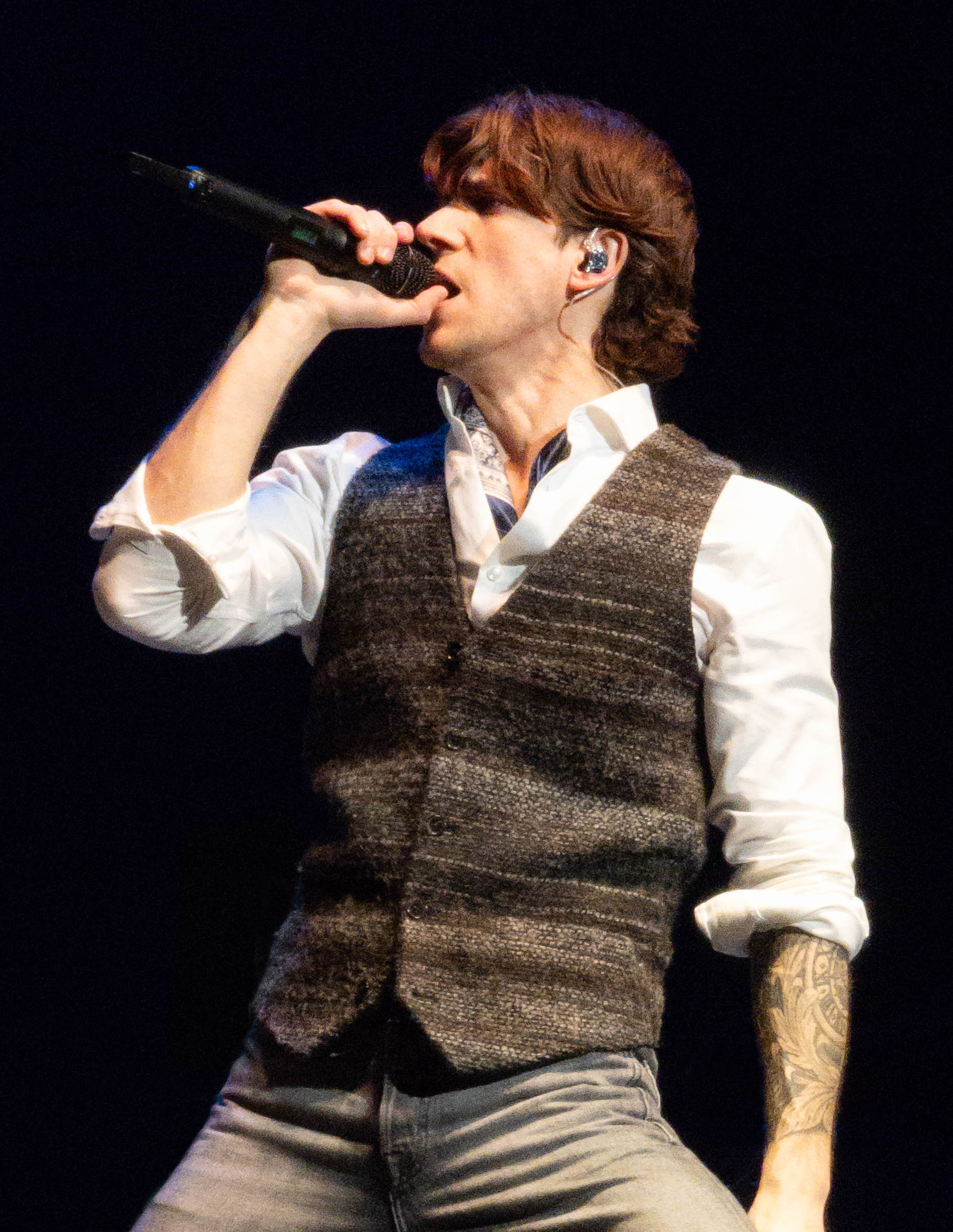
Myles Erlick, 2025

Myles Erlick (* 27. Juli 1998 in Burlington, Ontario) ist ein kanadischer Schauspieler und Tänzer.

## Leben
Myles Erlick ist von Seiten eines Elternteils italienischer Abstammung.
Erlick wurde am 27. Juli 1998 in Burlington, Ontario, geboren. Er ist der sohn von Francesca Nicassio, einer Talentmanagerin, die die kanadische Talentschule Stars Academy besitzt, die Erlick besuchte. Sein Stiefvater ist Ryan Marshall, ein ehemaliges Mitglied der kanadischen Band Walk off the Earth. Erlick trainierte an der kanadischen National Ballet School und besuchte gleichzeitig die Dr. Frank J. Hayden Sekundarschule. Von 2015 bis 2022 war Erlick in einer Beziehung mit der Tänzerkollegin und Co-Star Briar Nolet. 2022  begann er sich mit Emily Fisher zu verabreden.

## Karriere
Erlick gab 2011 sein Fernsehdebüt in einer Episode der CTV-Krimiserie Flashpoint. Später in diesem Jahr wurde bekannt gegeben, dass er in der kanadischen Broadway-Tour von Billy Elliot the Musical in der Titelrolle gecastet wurde. Davor porträtierte er die Rolle in der Toronto-Produktion. Im Jahr 2013 schloss er sich der Besetzung der Familienserie The Next Step in der wiederkehrenden Rolle von Noah an. In der dritten Staffel wurde Erlicks Charakter in die reguläre Besetzung befördert, und er blieb bis zu ihrer sechsten Staffel im Jahr 2018 in der regulären Besetzung der Serie. Er trat auch auf verschiedenen internationalen Tourneen als Teil der Promotion für The Next Step auf. Nach seinem Ausstieg aus The Next Step begann Erlick, sich auf eine Musikkarriere zu konzentrieren und veröffentlichte Singles wie „Serious“, „All Day All Night“ mit Tate McRae und „Filthy“. Die Singles wurden in die Tracklist seines Debüt-Studioalbums Me aufgenommen, das am 22. Mai 2018 veröffentlicht wurde. Im Jahr 2019 wurde bekannt gegeben, dass er von Steven Spielberg im Film West Side Story 2021 als Snowboy, einer der Jets, gecastet wurde. Später im selben Jahr wurde er bei den CelebMix Awards 2019 für den besten Tänzer nominiert.

## Filmografie (Auswahl)
- 2011: Flashpoint – Das Spezialkommando (Fernsehserie, 1 Folge)
- 2013–2020: The Next Step (Fernsehserie, 116 Folgen)[15]
- 2013: Sing Along (Kurzfilm)
- 2013: We Are Not Here (Kurzfilm)
- 2021: The Clue to Love
- 2021: West Side Story
- 2022: Snow Day